# Lima Duarte (ort)
Lima Duarte är en ort i Brasilien.   Den ligger i kommunen Lima Duarte och delstaten Minas Gerais, i den sydöstra delen av landet, 800 km sydost om huvudstaden Brasília. Lima Duarte ligger 758 meter över havet och antalet invånare är 13 480.
Terrängen runt Lima Duarte är huvudsakligen kuperad, men norrut är den platt. Lima Duarte är det största samhället i trakten.
Omgivningarna runt Lima Duarte är huvudsakligen savann. Runt Lima Duarte är det ganska glesbefolkat, med 22 invånare per kvadratkilometer.